# Marisa Borini
Marisa Borini (Torino, 1º aprile 1930) è una pianista e attrice italiana.
È madre dell'ex première dame Carla Bruni e dell'attrice e regista Valeria Bruni Tedeschi.

## Biografia
Nata a Torino nel 1930, da madre francese originaria di Saint-Étienne (Renée Planche (1897-1984), figlia di François Gilbert Planche, noto industriale nel campo elettrico e deputato delle Alte Alpi tra il 1914 e il 1924) e da un imprenditore italiano, Carlo Dominico Borini (1890-1984), originario di Agrano, visse a Parigi fino all'età di cinque anni, per poi rientrare in Piemonte, ad Omegna; deceduto a cinquant'anni il padre Pietro, sostenne con la madre e le due sorelle le angustie del periodo bellico, compreso il pericolo di vita durante un rastrellamento nazista. Rientrata a Torino, studiò pianoforte e contemporaneamente frequentò il corso di danza ritmica presso la scuola di "Bella" Hutter, amica dell'imprenditore Riccardo Gualino.
Sposò nel dopoguerra l'industriale e compositore di musica classica e d'opera italiana Alberto Bruni Tedeschi, quindici anni più anziano. Ha avuto tre figli:
- Virginio Bruni Tedeschi (1959-2006) morto di AIDS nel 2006;
- Valeria Bruni Tedeschi, nata il 16 novembre 1964, affermata attrice e regista in Francia e in Italia;
- Carla Bruni, nata il 23 dicembre 1967, cantautrice e modella, divenuta moglie di Nicolas Sarkozy. È stato rivelato che il padre biologico è Maurizio Remmert, l'ex chitarrista classico divenuto operatore in Brasile, amante di Marisa tra il 1960 e il 1967.[2][3]

Nel 1973 Marisa e suo marito si trasferirono a Parigi, apparentemente per fuggire dalle Brigate Rosse, ma sicuramente per evitare di essere direttamente coinvolti nel fallimento dell'azienda di famiglia, CEAT, che sarà riscattata dal gruppo Pirelli.
Nel 2003, ha interpretato il proprio ruolo di madre nel film biografico che sua figlia Valeria ha scritto, diretto e interpretato: È più facile per un cammello.... Sempre per la figlia ha recitato in Attrici (2007) e Un castello in Italia (2013); per quest'ultimo viene candidata ai Premi César 2014 come migliore attrice non protagonista. Nel 2016 ha interpretato ancora una volta il ruolo di una madre, la signora Morandini Valdirana, mentre la figlia Valeria interpreta Beatrice Morandini Valdirana nel film La pazza gioia di Paolo Virzì.

## Filmografia
- È più facile per un cammello... (Il est plus facile pour un chameau...), regia di Valeria Bruni Tedeschi (2003)
- La petite Chartreuse, regia di Jean-Pierre Denis (2005)
- La boîte noire, regia di Richard Berry (2005)
- Attrici (Actrices), regia di Valeria Bruni Tedeschi (2007)
- Un castello in Italia (Un château en Italie), regia di Valeria Bruni Tedeschi (2013)
- La pazza gioia, regia di Paolo Virzì (2016)
- I villeggianti (Les Estivants), regia di Valeria Bruni Tedeschi (2018)
- Te l'avevo detto, regia di Ginevra Elkann (2023)

## Riconoscimenti
- Premio César
  - 2014 – Candidatura alla migliore attrice non protagonista per Un castello in Italia